# Rebatida

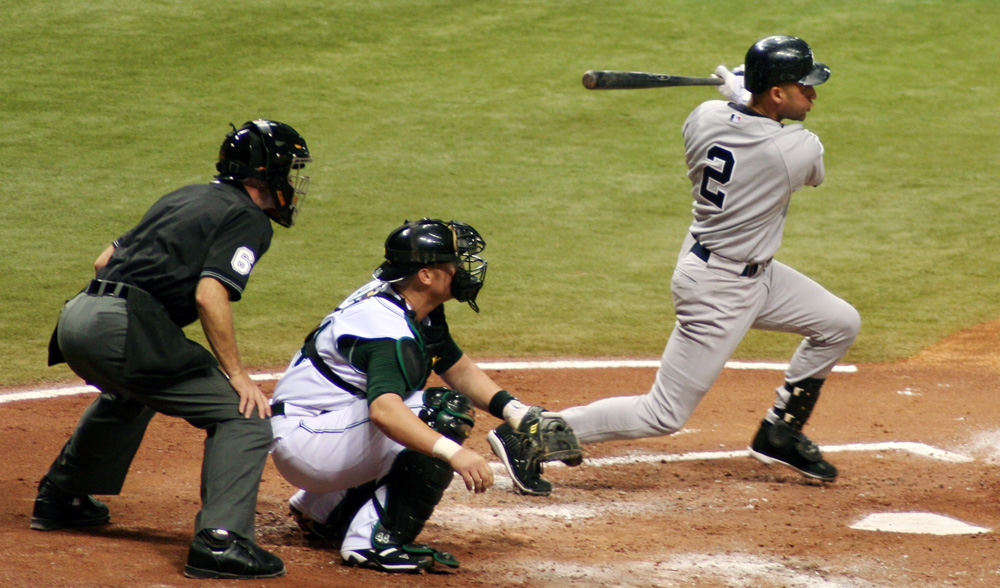
Derek Jeter fazendo uma rebatida em 2006

No beisebol, uma rebatida (português brasileiro) ou batida (português europeu) (hit, H) é creditada ao batedor quando ele chega salvo à primeira base após rebater a bola em território válido, sem o benefício de um erro ou uma escolha do defensor. Para tal, o batedor deve chegar à primeira base antes que qualquer defensor possa: tocá-lo com a bola; lançá-la a outro jogador que esteja protegendo a base antes que o batedor a alcance; ou tocar a primeira base com a posse da bola. A rebatida é anotada no momento em que o batedor chega na primeira base a salvo — se o corredor é eliminado enquanto tenta uma dupla ou tripla na mesma jogada, ele ainda leva crédito pela rebatida. Uma rebatida é definida pela regra 10.05 das Regras Oficias da MLB.
O termo “rebatida de base” (base hit) não é oficial, mas é normalmente empregado para distinguir home runs das outras rebatidas. É mais comumente usado para bolas que quicam dentro do terreno válido e passam pelos defensores internos para o campo externo, assim garantindo ao batedor pelo menos uma simples.
Uma “rebatida interna” é uma rebatida onde a bola não deixa o campo interno. São incomuns, e mais obtidas por corredores velozes. Uma rebatida de uma base é chamada de simples — o número de simples é igual ao total de rebatidas menos o total de rebatidas extrabase. Um home run também é anotado como uma rebatida.
Se um rebatedor chega à primeira base por causa de interferência ofensiva de um corredor precedente (inclusive se tal corredor for atingido por uma bola batida), o rebatedor também é creditado com uma rebatida.
Em 1887, a Major League Baseball contou bases por bolas (walks) como rebatidas. O resultado foi médias de rebatidas atmosféricas, algumas perto de .500; Tip O'Neill dos St. Louis Browns bateu .485 naquela temporada, que ainda seria um recorde da liga se reconhecido. O experimento foi abandonado no ano seguinte. Há controvérsia a respeito de como os recordes de 1887 devem ser interpretados; como o número de walks legítimos é conhecido para todos os jogadores daquele ano, computar as médias usando o método padrão é bem simples. Em 1968, a MLB formou um comitê especial para resolver esse problema, entre outros, e o comitê decidiu que walks em 1887 não deveriam ser contados como rebatidas; em 2000, a MLB reverteu a decisão, definindo que as estatísticas de cada registro oficial de ano deveriam permanecer, mesmo em casos onde elas se provem mais tarde incorretas. A maioria das fontes atuais listam a média de 1887 de O'Neill como .435, conforme calculado omitindo seus walks; ele manteria seu campeonato de rebatidas da Associação Americana. Contudo, a variação entre métodos resulta em diferentes reconhecimentos para o campeão de rebatidas da Liga Nacional em 1887; Cap Anson seria reconhecido, com sua média de .421, se walks forem inclusos, mas Sam Thompson seria o campeão com .372 caso contrário.